# Potez XII
Potez XII — французский разведывательный самолёт компании Potez.

## История
Первый полет Potez XII состоялся в 1920 году. Испытания самолета продолжались до 1922 года, но решения о серийном производстве так и не было принято.

## Лётные данные
Размах крыла, м:   10.00
Длина, м:  7.61
Высота, м:   2.60
Площадь крыла, м2:   26.50
Взлетная масса, кг 1300
Тип двигателя:  Lorraine-Dietrich 12Da
Мощность, л.с.:   1 х 370
Максимальная скорость , км/ч:   250
Крейсерская скорость , км/ч:  212
Практическая дальность, км:  700
Практический потолок, м:  5500
Экипаж:  2